# Thibaud Gruel
Thibaud Gruel (Tours, 1 mei 2004) is een Frans wielrenner die in maart 2024 prof werd bij Groupama-FDJ.

## Carrière
Als eerstejaars junior won Gruel de openingsetappe in La Philippe Gilbert. De leiderstrui die hij daaraan overhield raakte hij een dag later kwijt aan eindwinnaar Maxence Place. Een jaar later werd Gruel onder meer derde in Kuurne-Brussel-Kuurne voor junioren en tweede in het eindklassement van de Saarland Trofeo. In augustus werd hij nationaal kampioen tijdrijden bij de junioren. Op het wereldkampioenschap werd hij tiende in diezelfde discipline. Drie dagen later werd hij zevende in de wegwedstrijd.
Als belofterenner maakte Gruel de overstap naar de opleidingsploeg van Groupama-FDJ. In maart van dat jaar, 2023, werd hij tiende in de Trofej Umag en derde in de Trofej Poreč. Een maand later won hij een etappe en zowel het punten- als het jongerenklassement in de Circuit des Ardennes. In februari 2024 werd bekend dat Gruel in 2025 prof zou worden bij Groupama-FDJ, waar hij een contract voor twee seizoenen tekende. Slechts een maand later maakte de ploeg echter bekend dat Gruel per direct de overstap zou maken. Eerder dat jaar had hij al in verschillende koersen zijn opwachting gemaakt voor de hoofdmacht van de ploeg. Eind maart werd hij onder meer veertiende in Parijs-Camembert. In april nam hij, namens de opleidingsploeg, deel aan het Circuit des Ardennes, de koers waar hij een jaar eerder al een etappe had gewonnen. In de tweede etappe, met aankomst heuvelop, was Gruel de beste: hij finishte drie seconden voor titelverdediger Mathias Bregnhøj. Door zijn overwinning nam Gruel de leiderstrui over van André Drege. Die leiderstrui stond hij een dag later weer af aan Bregnhøj.

## Overwinningen
2021
1e etappe La Philippe Gilbert
 Frans kampioen tijdrijden, Junioren
4e etappe Ronde van de Lunigiana
2022
3e etappe Circuit des Ardennes
Punten- en jongerenklassement Circuit des Ardennes
2024
2e etappe Circuit des Ardennes
2025
Proloog Boucles de la Mayenne
Jongerenklassement Boucles de la Mayenne
4e etappe Route d'Occitanie

### Resultaten in voornaamste wedstrijden
|      | \| Jaar \| Milaan-San Remo \| \| ---- \| --------------- \| \| 2025 \| 97e \| |
| Jaar | Milaan-San Remo                                                               |
| 2025 | 97e                                                                           |

## Ploegen
- 2023 –  Equipe continentale Groupama-FDJ
- 2024 –  Equipe continentale Groupama-FDJ (tot 29 februari)
- 2024 –  Groupama-FDJ (vanaf 1 maart)
- 2025 –  Groupama-FDJ

Askey · Barthe · Bystrøm · Davy · Gaudu · Geniets · Germani · Grégoire · Gruel (vanaf 1/3) · Konovalovas · Küng · Le Gac · Le Huitouze · Lienhard · Madouas · Martinez · Molard · Pacher · Paleni · Penhoët · Pithie · Rochas · Russo · Sarreau · Thompson · van den Berg · Walls · Watson